# Xeon Phi
Xeon Phi là một dòng CPU x86 nhiều nhân được thiết kế và tạo ra bởi Intel. Nó được thiết kế để sử dụng trong Siêu máy tính, Máy chủ, và Máy trạm cao cấp. Kiến trúc của nó cho phép sử dụng các ngôn ngữ lập trình tiêu chuẩn và API như là OpenMP. 
Xeon Phi được ra mắt vào năm 2010. Vì ban đầu nó dựa trên thiết kế bộ xử lý đồ họa trước đó (tên mã là "Larrabee") của Intel đã bị hủy bỏ vào năm 2009, nên nó chia sẻ các khu vực ứng dụng với bộ xử lý đồ họa. Khác biệt chính giữa Xeon Phi và đơn vị xử lý đồ họa đa năng như Nvidia Tesla là Xeon Phi, với nhân tương thích x86, có thể, với ít sửa đổi hơn, chạy được phần mềm được nhắm mục tiêu đến CPU x86 tiêu chuẩn.
Ban đầu dưới dạng card bổ sung dựa trên PCI Express, một sản phẩm thế hệ thứ hai có tên mã là Knights Landing, đã được công bố vào tháng 6 năm 2013. Những chip thế hệ này có thể sử dụng như là một CPU độc lập, thay vì chỉ là một thể bổ sung.

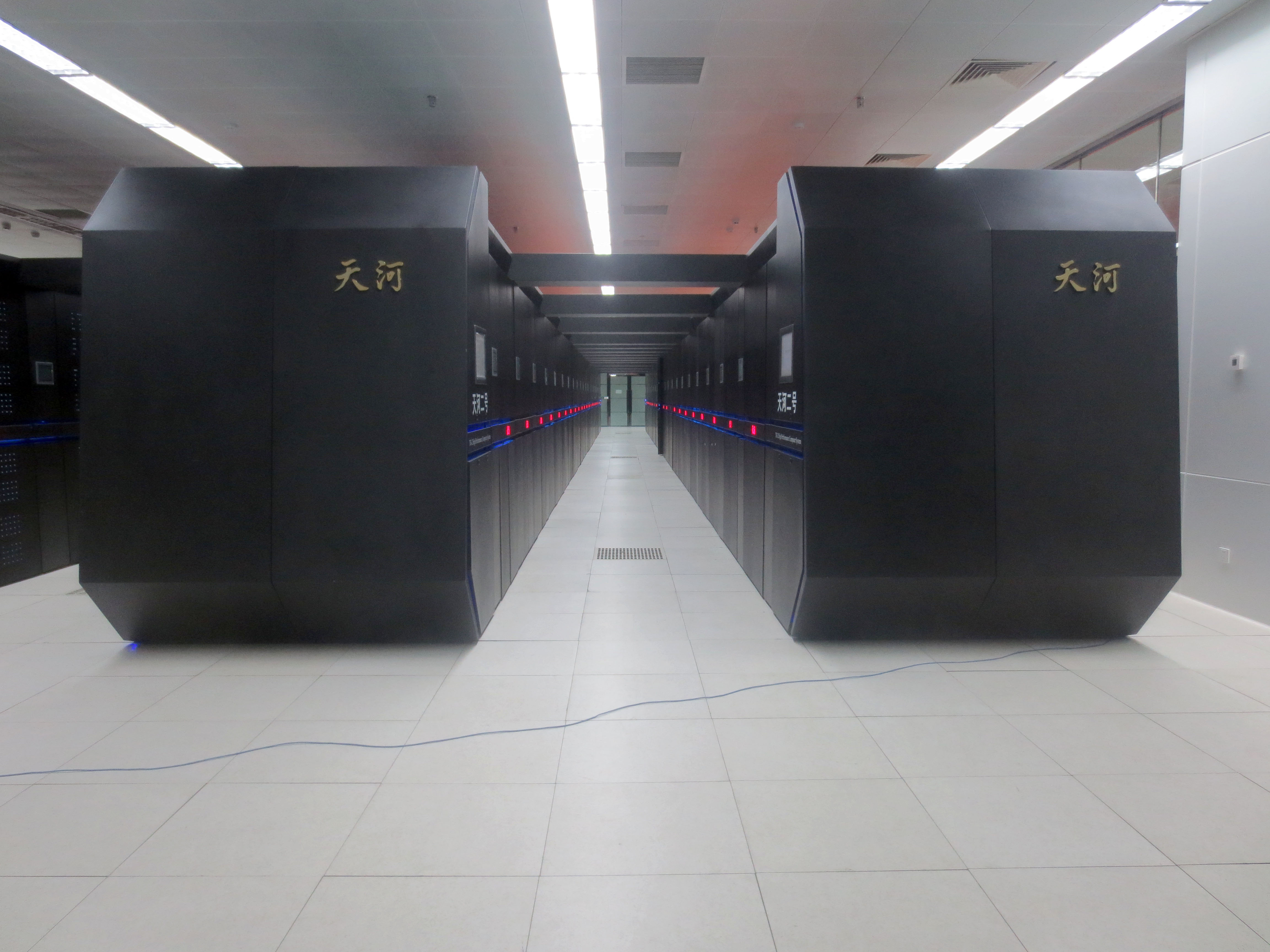
Siêu máy tính Tianhe-2 sử dụng CPU Xeon Phi.

 Vào tháng 6 năm 2013, siêu máy tính Tianhe-2 tại Trung tâm Siêu máy tính Quốc gia ở Quảng Châu (NSCC-GZ) đã được công bố là siêu máy tính nhanh nhất thế giới (tính đến tháng 6 năm 2023, nó đứng thứ 10). Nó sử dụng CPU Xeon Phi và EP Xeon E5 v2 Ivy Bridge để đạt được 33.86 petaFLOPS.
Dòng Xeon Phi cạnh tranh trực tiếp với các dòng card Deep Learning GPGPU như Nvidia Tesla và AMD Radeon Instinct. Nó đã bị ngừng sản xuất do thiếu nhu cầu và các vấn đề của Intel với nút 10nm.